# 나가에 이부키
나가에 이부키(일본어: 長江 伊吹, 2002년 3월 3일 ~ )는 일본의 여자 축구 선수이다.

## 구단 경력
2020년 INAC 고베 레오네사에 입단하였다. 2022년 AC 나가노 파르세이루로 이적했다. 2024년 AS 엘펜 사이타마로 이적했다.

## 국가대표팀 경력
그녀는 2018년 FIFA U-17 여자 월드컵에 참가할 일본 U-17 국가대표팀에 발탁되었으며, 2경기에 출전했다. 2022년 FIFA U-20 여자 월드컵에 참가할 일본 U-20 국가대표팀에 발탁되었으며, 5경기에 출전,  준우승에 기여했다.